# Cratesípides
Cratesípides (en llatí Cratesippidas, en grec antic Κρατησιππίδας "Kratesippídas") fou un militar espartà que va viure al segle v aC
Va ser enviat com a almirall (navarc) de la flota espartana, després de la mort de Míndar l'any 410 aC i va agafar el comandament a Quios. La flota estava llavors sota el comandament de Pasipides, que l'havia reagrupat després de la derrota a Cízic l'any 410 aC. Va fer molt poc, a part de prendre l'acròpoli de Quios i d'haver recollit els exiliats, durant el seu període i va ser succeït per Lisandre. En parlen Xenofont i Diodor de Sicília.